# Lee Power
Lee Power (Londra, 30 giugno 1972) è un ex calciatore irlandese.
Pur essendo nato a Londra, le sue origini irlandesi gli hanno permesso di rappresentare l'Irlanda, a livello giovanile. Ha disputato il campionato mondiale under-20 nel 1991.

## Carriera
Power iniziò la sua carriera nelle giovanili del Norwich City (1986-1990). Debuttò in prima squadra nell'aprile 1990 contro l'Aston Villa, diventando professionista nel giugno dello stesso anno. I suoi primi passi nel calcio professionistico furono buoni a tal punto da meritarsi la convocazione nell'Irlanda under 21, con la quale collezionò un numero record di presenze (13). Nonostante un inizio promettente, Power faticò a conquistarsi spazio nel Norwich (all'epoca militante in FA Premier League), anche a causa della concorrenza di compagni di reparto come Chris Sutton ed Efan Ekoku. Power richiese pertanto di trasferirsi in un'altra squadra, e ottenne il trasferimento in prestito al Charlton nel dicembre 1992. Seguirono altri due periodi in prestito al Sunderland (agosto 1993) e al Portsmouth (ottobre 1993). Lasciò i Canaries dopo 10 reti segnate; nel marzo 1994 venne ingaggiato dal Bradford City, che corrispose al Norwich la cifra di 200,000 sterline. Segnò un gol al debutto con la nuova maglia, il 12 marzo, contro il Swansea City (2-1). L'inizio positivo non si confermò col passare del tempo, poiché un virus condizionò il giocatore. Si trasferì poi al Peterborough Utd, per 80,000 sterline, militando nella stagione 1995-1996 in Football League One. Nella stagione 1996-1997 giocò invece in Scozia, con la maglia del Dundee, in seconda divisione scozzese. Power ebbe un buon impatto col campionato scozzese, tanto che nel marzo 1997 venne acquistato dall'Hibernian, militante in Scottish Premier League. Esordì in massima divisione scozzese il 22 marzo contro l'Aberdeen (3-1). Disputò dieci gare in campionato, ma poi il manager Alex McLeish gli garantì sempre meno spazio. Nel marzo 1998 Power fu libero di trasferirsi a parametro zero in un'altra squadra, e scelse l'Ayr Utd, nonostante l'interessamento degli svizzeri del Lugano. In maglia bianconera ottenne però sole quattro presenze. Nel luglio 1998 sostenne un periodo di prova per il Carlisle Utd, e giocò un'amichevole contro i Rangers. Firmò quindi per il Plymouth, club di Football League Two. Trovando poco spazio, decise di legarsi all'Halifax Town nel mese di dicembre in prestito; nel gennaio 1999 il trasferimento divenne definitivo. La sua ultima squadra di club fu il Boston Utd, nella quale si trasferì nel novembre 1999 per una cifra irrisoria.

## Dopo il ritiro
Dopo il ritiro diede vita al Cre8, una delle più grandi pubblicazioni sportive britanniche. Nell'agosto 2006 divenne il presidente del Cambridge Utd e mantenne la carica fino al gennaio 2008. Tra il settembre e il novembre del 2006 fu l'allenatore degli Yellows, subentrando al tecnico dimissionario. Nell'aprile 2008 entrò nel consiglio d'amministrazione del Rushden & Diamonds. Lee Power è inoltre proprietario di un cavallo da corsa.